# وزیر کشاورزی ایالات متحده آمریکا
وزیر کشاورزی ایالات متحده آمریکا (انگلیسی: United States Secretary of Agriculture) ریاست وزارت کشاورزی ایالات متحده آمریکا را برعهده دارد. بروک رولینز، وزیر کنونی کشاورزی ایالات متحده آمریکا است که از تاریخ ۱۳ فوریهٔ ۲۰۲۵ با تأیید سنا این سمت را برعهده گرفته است.

## وزیران کشاورزی
فهرست زیر وزیران کشاورزی را از زمان تشکیل پست در سال ۱۸۸۹ را شامل می‌شود.
احزاب
      حزب دموکرات
      حزب جمهوری‌خواه
| No. | پرتره             | نام                 | ایالت اقامت    | قبول پست       | ترک پست         | رئیس‌جمهور(ان) | رئیس‌جمهور(ان)         |
| --- | ----------------- | ------------------- | -------------- | -------------- | --------------- | ------------- | --------------------- |
| ۱   |                   | Norman J. Coleman   | میزوری         | ۱۵ فوریه ۱۸۸۹  | ۶ مارس ۱۸۸۹     |               | گروور کلیولند         |
| ۲   |                   | Jeremiah M. Rusk    | ویسکانسین      | ۶ مارس ۱۸۸۹    | ۶ مارس ۱۸۹۳     |               | بنجامین هریسون        |
| ۳   |                   | J. Sterling Morton  | نبراسکا        | ۷ مارس ۱۸۹۳    | ۵ مارس ۱۸۹۷     |               | گروور کلیولند         |
| ۴   |                   | James Wilson        | آیووا          | ۵ مارس ۱۸۹۷    | ۳ مارس ۱۹۱۳     |               | ویلیام مک‌کینلی        |
| ۴   | تئودور روزولت     | James Wilson        | آیووا          | ۵ مارس ۱۸۹۷    | ۳ مارس ۱۹۱۳     |               |                       |
| ۴   | ویلیام هووارد تفت | James Wilson        | آیووا          | ۵ مارس ۱۸۹۷    | ۳ مارس ۱۹۱۳     |               |                       |
| ۵   |                   | David F. Houston    | میزوری         | ۶ مارس ۱۹۱۳    | ۲ فوریه ۱۹۲۰    |               | توماس وودرو ویلسون    |
| ۶   |                   | Edwin T. Meredith   | آیووا          | ۲ فوریه ۱۹۲۰   | ۴ مارس ۱۹۲۱     |               | توماس وودرو ویلسون    |
| ۷   |                   | Henry C. Wallace    | آیووا          | ۵ مارس ۱۹۲۱    | ۲۵ اکتبر ۱۹۲۴   |               | وارن جی. هاردینگ      |
| ۷   | کالوین کولیج      | Henry C. Wallace    | آیووا          | ۵ مارس ۱۹۲۱    | ۲۵ اکتبر ۱۹۲۴   |               |                       |
| ۸   |                   | Howard M. Gore      | ویرجینیای غربی | ۲۲ نوامبر ۱۹۲۴ | ۴ مارس ۱۹۲۵     |               |                       |
| ۹   |                   | William M. Jardine  | کانزاس         | ۵ مارس ۱۹۲۵    | ۴ مارس ۱۹۲۹     |               |                       |
| ۱۰  |                   | Arthur M. Hyde      | میزوری         | ۶ مارس ۱۹۲۹    | ۴ مارس ۱۹۳۳     |               | هربرت هوور            |
| ۱۱  |                   | هنری والاس          | آیووا          | ۴ مارس ۱۹۳۳    | ۴ سپتامبر ۱۹۴۰  |               | فرانکلین دلانو روزولت |
| ۱۲  |                   | Claude R. Wickard   | ایندیانا       | ۵ سپتامبر ۱۹۴۰ | ۲۹ ژوئن ۱۹۴۵    |               | فرانکلین دلانو روزولت |
| ۱۲  | هری ترومن         | Claude R. Wickard   | ایندیانا       | ۵ سپتامبر ۱۹۴۰ | ۲۹ ژوئن ۱۹۴۵    |               |                       |
| ۱۳  |                   | کلینتون پی. اندرسون | نیومکزیکو      | ۳۰ ژوئن ۱۹۴۵   | ۱۰ مه ۱۹۴۸      |               |                       |
| ۱۴  |                   | Charles F. Brannan  | کلرادو         | ۲ ژوئن ۱۹۴۸    | ۲۰ ژانویه ۱۹۵۳  |               |                       |
| ۱۵  |                   | Ezra Taft Benson    | یوتا           | ۲۱ ژانویه ۱۹۵۳ | ۲۰ ژانویه ۱۹۶۱  |               | دوایت آیزنهاور        |
| ۱۶  |                   | Orville L. Freeman  | مینه‌سوتا       | ۲۱ ژانویه ۱۹۶۱ | ۲۰ ژانویه ۱۹۶۹  |               | جان اف. کندی          |
| ۱۶  | لیندون بی. جانسون | Orville L. Freeman  | مینه‌سوتا       | ۲۱ ژانویه ۱۹۶۱ | ۲۰ ژانویه ۱۹۶۹  |               |                       |
| ۱۷  |                   | Clifford M. Hardin  | نبراسکا        | ۲۱ ژانویه ۱۹۶۹ | ۱۷ نوامبر ۱۹۷۱  |               | ریچارد نیکسون         |
| ۱۸  |                   | Earl L. Butz        | ایندیانا       | ۲ دسامبر ۱۹۷۱  | ۴ اکتبر ۱۹۷۶    |               | ریچارد نیکسون         |
| ۱۸  | جرالد فورد        | Earl L. Butz        | ایندیانا       | ۲ دسامبر ۱۹۷۱  | ۴ اکتبر ۱۹۷۶    |               |                       |
| ۱۹  |                   | John A. Knebel      | اکلاهما        | ۴ نوامبر ۱۹۷۶  | ۲۰ ژانویه ۱۹۷۷  |               |                       |
| ۲۰  |                   | Robert Bergland     | مینه‌سوتا       | ۲۳ ژانویه ۱۹۷۷ | ۲۰ ژانویه ۱۹۸۱  |               | جیمی کارتر            |
| ۲۱  |                   | John R. Block       | ایلینوی        | ۲۳ ژانویه ۱۹۸۱ | ۱۴ فوریه ۱۹۸۶   |               | رونالد ریگان          |
| ۲۲  |                   | Richard E. Lyng     | کالیفرنیا      | ۷ مارس ۱۹۸۶    | ۲۱ ژانویه ۱۹۸۹  |               | رونالد ریگان          |
| ۲۳  |                   | Clayton K. Yeutter  | نبراسکا        | ۱۶ فوریه ۱۹۸۹  | ۱ مارس ۱۹۹۱     |               | جرج هربرت واکر بوش    |
| ۲۴  |                   | Edward R. Madigan   | ایلینوی        | ۸ مارس ۱۹۹۱    | ۲۰ ژانویه ۱۹۹۳  |               | جرج هربرت واکر بوش    |
| ۲۵  |                   | Mike Espy           | میسیسیپی       | ۲۲ ژانویه ۱۹۹۳ | ۳۱ دسامبر ۱۹۹۴  |               | بیل کلینتون           |
| ۲۶  |                   | Dan Glickman        | کانزاس         | ۳۰ مارس ۱۹۹۵   | ۲۰ ژانویه ۲۰۰۱  |               | بیل کلینتون           |
| ۲۷  |                   | Ann M. Veneman      | کالیفرنیا      | ۲۰ ژانویه ۲۰۰۱ | ۲۰ ژانویه ۲۰۰۵  |               | جرج دبلیو بوش         |
| ۲۸  |                   | مایک جوهانس         | نبراسکا        | ۲۱ ژانویه ۲۰۰۵ | ۲۰ سپتامبر ۲۰۰۷ |               | جرج دبلیو بوش         |
| ۲۹  |                   | اد شیفر             | داکوتای شمالی  | ۲۸ ژانویه ۲۰۰۸ | ۲۰ ژانویه ۲۰۰۹  |               | جرج دبلیو بوش         |
| ۳۰  |                   | تام ویلساک          | آیووا          | ۲۰ ژانویه ۲۰۰۹ | ۲۰ ژانویه ۲۰۱۷  |               | باراک اوباما          |